# Drepanornis
Drepanornis ist eine Gattung aus der Familie der Paradiesvögel (Paradisaeidae) und umfasst nur zwei Arten. Beide Arten kommen ausschließlich auf Neuguinea vor. Es besteht eine enge Verwandtschaft zur Gattung Epimachus.
In der Roten Liste gefährdeter Arten der IUCN wird der Braunschwanz-Paradieshopf als potentiell gefährdet (near threatened) geführt. Der Gelbschwanz-Paradieshopf gilt dagegen als nicht gefährdet (least concern). Beide Arten werden im Anhang II des Washingtoner Artenschutzübereinkommen gelistet.

## Merkmale
Die beiden Arten der Gattung sind mittelgroße Waldbewohner mit einem mittellangen, nicht gestuften Schwanzgefieder sowie einem schmalen, stark gekrümmten Schnabel der etwa doppelt so lang ist wie der Schädel. Ein Geschlechtsdimorphismus ist vorhanden, jedoch nicht sehr ausgeprägt. Beide Arten sind im Gesicht teilweise unbefiedert. Von den zwei nahe verwandten Epimachus-Arten unterscheiden sie sich durch die dunkle Iris beider Geschlechter und das abweichende Kopfgefieder. Während Epimachus-Arten lange mittlere Steuerfedern haben, ist das Schwanzgefieder bei den Drepanornis-Arten gerundet und vergleichsweise kurz. Bezogen auf die Irisfärbung und das Kopfgefieder erinnern sie eher an die Sichelschwänze, eine weitere Gattung in der Unterfamilie der Eigentlichen Paradiesvögel.
Die Männchen sind geringfügig größer als die Weibchen, der Größenunterschied beträgt jedoch gerade einmal drei Prozent. Die Nasenlöcher sind bei den Männchen von Federn fast verdeckt, bei den Weibchen fehlt dieses Merkmal. Die Flügel sind lang und gerundet. Der Tarsus entspricht etwa 22 Prozent der Flügellänge.

## Stimme
Von den Weibchen beider Arten wurde bislang keine Lautäußerungen festgehalten – sie verhalten sich wie auch für die Weibchen anderer Paradiesvogel sehr unauffällig. Es sind ausschließlich die Männchen zu vernehmen, die drei charakteristische Laute haben: Einen Kontaktruf, einen Gesang, mit dem sie ihren Anwesenheit kundtun sowie Balzlaute. Der Kontaktruf ist ein einfaches whenh (Braunschwanz-Paradieshopf) beziehungsweise wrenh (Gelbschwanz-Paradieshopf), das an die Kontaktrufe anderer Arten innerhalb der Unterfamilie der Eigentlichen Paradiesvögel erinnert. Die Männchen lassen diesen Ruf immer wieder vernehmen, während sie auf Nahrungssuche sind.
Die Männchen beider Arten sind in den frühen und späten Abendstunden zu hören, wenn sie durch ihren Gesang ihre Anwesenheit bekunden. Die beiden Arten unterscheiden sich vor allem durch ihre Balzlaute. Anders als beim Gelbschwanz-Paradieshopf hat der Braunschwanz-Paradieshopf keinen spezifischen Balzgesang. Auf dem Höhepunkt der Balz ist lediglich ein schnelles Schnabelklappern als Instrumentallaut vernehmbar.

## Verbreitung der Arten und Unterarten

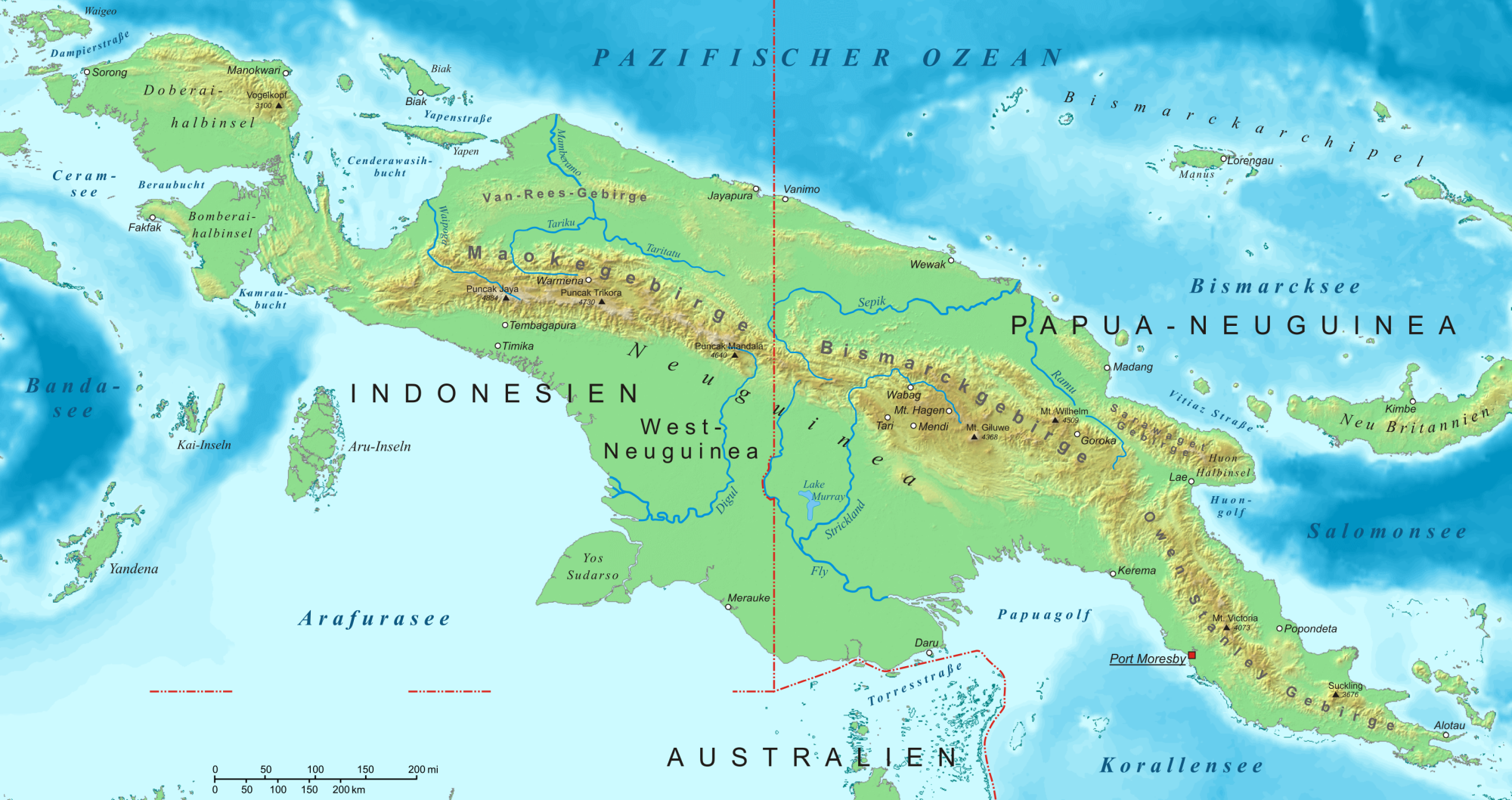
Neuguinea

Beide Arten kommen ausschließlich auf Neuguinea vor, die Größe des Verbreitungsgebietes unterscheidet sich jedoch erheblich.
- Das Verbreitungsgebiet des 1880 durch Oustalet erstmals wissenschaftlich beschriebenen Braunschwanz-Paradieshopfes (Drepanornis bruijnii) ist begrenzt auf die Tiefebenen im Nordosten von Westneuguinea und dem äußersten Nordwesten von Papua-Neuguinea. Die westliche Verbreitungsgrenze steht die Ostseite der Cenderawasih-Bucht dar. Das Verbreitungsgebiet reicht vermutlich bis zur Mündung des Taritatu und Küstenregionen der Sandaun Province. Im Landesinneren reicht die Verbreitung bis in den Einzugsgebiet des Sepik.[6]
- Der Gelbschwanz-Paradieshopf kommt dagegen in zwei Unterarten disjunkt auf ganz Neuguinea vor.
  - D. a. albertisi (P. L. Sclater, 1873) – Vorkommen in Gebirgen, die nicht zu dem zentralen Gebirgszug in der Mitte Neuguineas gehören. Zum Verbreitungsgebiet gehören die Gebirge des Vogelkops, der Wandammen- und Huon-Halbinsel sowie vermutlich das Fakfak-Gebirge und das Fojagebirge. Die Nominatform hat damit ein sehr stark fragmentiertes Verbreitungsgebiet, welches Frith und Beehler als eigenartig bezeichnen.[7] Sie halten es für möglich, dass die Unterteilung in Unterarten zukünftig aufgegeben wird.
  - D. a. cervinicauda P. L. Sclater, 1884 – Zentrales Hochgebirge von Neuguinea vom Weiylandgebirge bis zu den Gebirgen im Südosten Neuguineas.

Das Verbreitungsgebiet beider Arten überlappt sich mit dem von zahlreichen anderen Paradiesvögeln. Abweichend von vielen anderen Arten dieser Familie sind jedoch weder für den Gelbschwanz-Paradieshopf noch für den Braunschwanz-Paradieshopf Hybriden beschrieben.

## Lebensraum
Die beiden Arten unterscheiden sich deutlich in ihrem Lebensraum. Der Lebensraum des Braunschwanz-Paradieshopfes sind Regenwälder des Tieflands. Er besiedelt sowohl Primärwald als auch Regenwälder mit selektivem Holzeinschlag. Besonders häufig ist er in Wäldern entlang von Flussläufen anzutreffen und er scheint eine Vorliebe für Wälder auf Kalksteinböden zu haben. Er ist bereits ein oder zwei Kilometer von der Küste anzutreffen. Die Höhenverbreitung reicht von der Tiefebene bis in Höhenlagen von 180 Meter. Der Lebensraum des Gelbschwanz-Paradieshopf sind dagegen Bergwälder. In Regionen mit Holzeinschlag und an Waldrändern sind sie selten zu sehen.

## Lebensweise
Beide Arten gelten wegen ihrer unauffälligen Lebensweise und unauffälligen Gefieders als schwierig zu beobachten.
Der Gelbschwanz-Paradiesvogel findet überwiegend auf den mit Epiphyten bewachsenen niedrigeren Ästen von hohen Bäumen. Er deckt seinen Nahrungsbedarf zu einem Anteil von etwa 94 Prozent mit Insekten. Daneben nimmt er auch eine große Bandbreite an kleineren Früchten zu sich. Der Braunschwanz-Paradieshopf deckt seinen Nahrungsbedarf mit Früchten und Gliederfüßern. Er ist nach jetzigem Erkenntnisstand deutlich stärker von Früchten abhängig als der nah verwandte Gelbschwanz-Paradieshopf. Im Vergleich zu diesen ist sein Schnabel auch kräftiger und breiter, was diese Einschätzung unterstützt.
Beide Arten setzen ihre spezialisierten Schnäbel ein, um Baumrinde, Totholz, Astoberflächen und Astlöcher nach Beutetieren zu untersuchen. Größere Insekten halten sie auf einer Ansitzwarte mit einem Fuß fest, während sie das Beutetier mit den Schnabel auseinanderreißen.

## Fortpflanzung
Die Männchen beider Arten sind polygyn, das heißt, sie paaren sich mit einer möglichst großen Anzahl von Weibchen. Die Partner gehen nach der Paarung keine eheähnliche Gemeinschaft ein, sondern trennen sich danach sofort wieder. Die Weibchen bauen alleine das Nest und ziehen alleine den Nachwuchs groß.
Anders als beispielsweise die Arten der Gattung der Eigentlichen Paradiesvögel balzen die Männchen nicht gemeinsam an einem Lek, sondern besetzen ganzjährig einzelne Reviere. Die Kombination von Polygynie, einem festen Balzplatz und einer fast ausschließlich von Insekten abhängigen Ernährungsweise, wie sie für den Gelbschwanz-Paradieshopf zutrifft, ist innerhalb der Familie der Paradiesvögel einzigartig.

## Drepanornis-Arten und Mensch

### Dedikationsnamen
Während eine große Zahl von Paradiesvögeln nach Mitgliedern europäischer Fürstenhäuser benannt sind, wird mit der lateinischen Artbezeichnung jeweils Persönlichkeiten geehrt, die mit der Entdeckung und wissenschaftlichen Erstbeschreibung in Zusammenhang stehen:
- Das Artepitheton bruijnii des Braunschwanz-Paradieshofes ehrt den niederländischen Plumassier und Naturalienhändler Anton August Bruijn. Als Händler unterstützte er den Naturwissenschaftler Alfred Russel Wallace auf dessen Reise auf den Molukken. Das Typusexemplar, auf dem die wissenschaftliche Erstbeschreibung beruht, wurde von dem Jäger L. Laglaize gesammelt, der im Auftrag von Bruijn auf Neuguinea sammelte. Bruijn war bereits vier Jahre zuvor auf die Existenz dieser Art aufmerksam geworden.[4]
- Das Artepitheton albertisi des Gelbschwanz-Paradieshopfes ehrt den italienischen Forschungsreisenden Luigi Maria d’Albertis, der als erster Europäer 1872 diesen Vogel in der Region des Arfakgebirges sah und sammelte. D’Alberts war sofort bewusst, dass es sich hierbei um eine neue Gattung und eine neue Art der Paradiesvögel handelt. Mit seiner Entdeckung war er nur unwesentlich schneller als der deutsche Naturforscher Adolf Bernhard Meyer, der noch im selben Jahr ebenfalls im Arfakgebirge Gelbschwanz-Paradieshopfe sammelte. Das von d’Alberts gesammelte Exemplar ist allerdings nicht das Typusexemplar, das die Basis für die wissenschaftliche Erstbeschreibung lieferte. Dieses wurde am Sattelberg auf der Huon-Halbinsel gesammelt.[7]

### Gefangenschaftshaltung
Es gibt keine Belege, dass der Braunschwanz-Paradiesvogel jemals in Gefangenschaft gehalten wurde. Dies ist einer der Gründe, warum so wenig Wissen über seine Fortpflanzungsbiologie besteht. Der Gelbschwanz-Paradieshopf ist dagegen bereits vereinzelt in Zoologischen Sammlungen gehalten worden. Einzelne Berichte weisen darauf hin, dass sie sehr zahm werden können.

## Einzelbelege
1. ↑  Drepanornis bruijnii in der Roten Liste gefährdeter Arten der IUCN 2016. Eingestellt von: BirdLife International, 2016. Abgerufen am 15. Oktober 2017.
2. ↑   Handbook of the Birds of the World zum Gelbschwanz-Paradieshopfl, aufgerufen am 15. Oktober 2017
3. 1 2   Frith & Beehler: The Birds of Paradise - Paradisaeidae. S. 377.
4. 1 2 3 4 5   Frith & Beehler: The Birds of Paradise - Paradisaeidae. S. 387.
5. 1 2   Frith & Beehler: The Birds of Paradise - Paradisaeidae. S. 389.
6. ↑   Frith & Beehler: The Birds of Paradise - Paradisaeidae. S. 386.
7. 1 2   Frith & Beehler: The Birds of Paradise - Paradisaeidae. S. 379.
8. ↑  McCarthy: Handbook of Avian Hybrids of the World. S. 228.
9. 1 2 3   Frith & Beehler: The Birds of Paradise - Paradisaeidae. S. 380.
10. ↑   Frith & Beehler: The Birds of Paradise - Paradisaeidae. S. 381.
11. ↑   Frith & Beehler: The Birds of Paradise - Paradisaeidae. S. 390.
12. ↑   Frith & Beehler: The Birds of Paradise - Paradisaeidae. S. 385.